# Vanilla Ice
Robert Matthew Van Winkle (Dallas, 31 de outubro de 1967), de nome artístico Vanilla Ice, é um rapper norte-americano e ator. Ficou mais conhecido pelo seu hit "Ice Ice Baby", lançado em 1990.

## Carreira

### Vida antes da fama
Van Winkle nasceu no Centro Médico da Universidade de Baylor. Sua mãe, Camilla Beth Van Winkle era secretária e professora particular de música, e seu pai William Basil Van Winkle, nascido em Dallas, deixou a família quando Rob tinha apenas quatro anos de idade. Ele tem ascendência Alemã e Holandesa.
Van Winkle estudou na Escola R. L. Turner High School em Carrollton, um subúrbio de Dallas. Ele começou a se interessar por New Jack Swing. Começou a praticar com mais ou menos 10 anos, ele ganhou o apelido de Vanilla Ice. No final dos anos de 1980, Van Winkle era a principal atração de muitos dos clubes frequentados em sua maioria por negros com o seu estilo livre de rap e hip hop. Ele e seu grupo de amigos, formado por Floyd "DJ Earthquake" Brown e vários dançarinos, abriram shows de rap de alguns nomes importantes do rap como Public Enemy e MC Hammer.
Em 1989, Van Winkle foi representado por Jay King of Dallas como parte do grupo de rap Vanilla Ice, Chante, Ambiance, LaRue e New Choice. A primeira aparição de Van Winkle na indústria da música foi o pouco conhecido ábum Hooked, lançado em Janeiro de 1989 por uma gravadora independente chamada Ichiban Records. Vendendo 38.000 cópias em três anos, o álbum é considerado item de colecionador entre os fãs, devido ao número limitado de sua produção.
Seu single de estreia, "Play That Funky Music," não pegou entre os ouvintes e os dois (Van Winkle e o seu álbum) continuaram na obscuridade até que um DJ da Geórgia decidiu virar o disco de 12” e tocar o lado-B, que era "Ice Ice Baby". O sucesso do single chegou aos ouvidos do co-fundador da SBK Records Charles Koppleman que quis contratar Van Winkle e comprar os direitos do álbum Hooked por $300,000.

### Carreira principal (1990-1991)
Em 1990,a  SBK re-lançou o álbum Hooked como To the Extreme, que consistia principalmente em novas versões das mesmas músicas. Tommy Quon, empresário do Van Winkle, escolheu uma versão limitada do single, mas ele se tornou nada a menos que o primeiro rapper a alcançar o Nº 1 no Billboard Hot 100. A SBK viajou muito para promover o álbum, com a cantora Alanis Morissette, ainda com 16 anos, abrindo o show. To the Extreme não foi lançado em vinil nos EUA (embora, ele tenha sido lançado em vinil em países europeus) para que os fans comprassem CD, que era mais caro, assim se tornando o primeiro álbum a se tornar Nº 1 nos EUA sem lançamento paralelo em vinil; o álbum vendeu mais de 11 milhões de cópias. Em 1º de Novembro, To the Extreme acabou com a estadia de 21 semanas de MC Hammer no topo do Billboard Top 200, ficando ele próprio 16 semanas no topo. Durante o tour, Vanilla Ice ficou moldado como um pop star, pois foi-lhe oferecido constantemente dinheiro para que passasse a usar outras roupas para atrair também outro tipo de audiencia.
Em 1990, porém, o cantor David Bowie e os músicos do grupo Queen, Brian May e Roger Taylor, deram entrada em um processo contra Van Winkle, pois ele não tinha licença para utilizar a melodia-base da canção Under Pressure, que gerava toda a canção Ice Ice Baby. No entanto, depois de Bowie, Taylor, May, Winkle e diretores da SBK Records e respectivos advogados discutirem o assunto, foi tudo resolvido sem problemas.
Por meio de 1992 ele entrou na longa lista de namorados da cantora Madonna e participou junto com ela e a modelo britânica Naomi Campbell no livro Sex um livro de fotos sobre as fantasias sexuais de Madonna encarnando o seu recente alter-ego na época, Dita, apesar disso ele não recebeu nenhuma atenção a respeito, já que o mesmo não era o autor, e sim sua ex.
Seu mais recente trabalho foi como ator, interpretando ele mesmo no filme Sandy Wexler, que tem como estrela Adam Sandler.